# Ferrari 250 MM
La 250 MM è una autovettura da competizione prodotta dalla Ferrari nel 1953 in trentuno esemplari. Il numero 250, come da tradizione Ferrari, indica la cilindrata unitaria del singolo cilindro, del classico motore V12 di progettazione Gioachino Colombo, arricchito dagli apporti di Aurelio Lampredi per raggiungere i 3 litri di cilindrata totale. La sigla MM indica la famosa gara di granfondo automobilistica stradale “Mille Miglia”, a cui è dedicato questo progetto.

## Il contesto

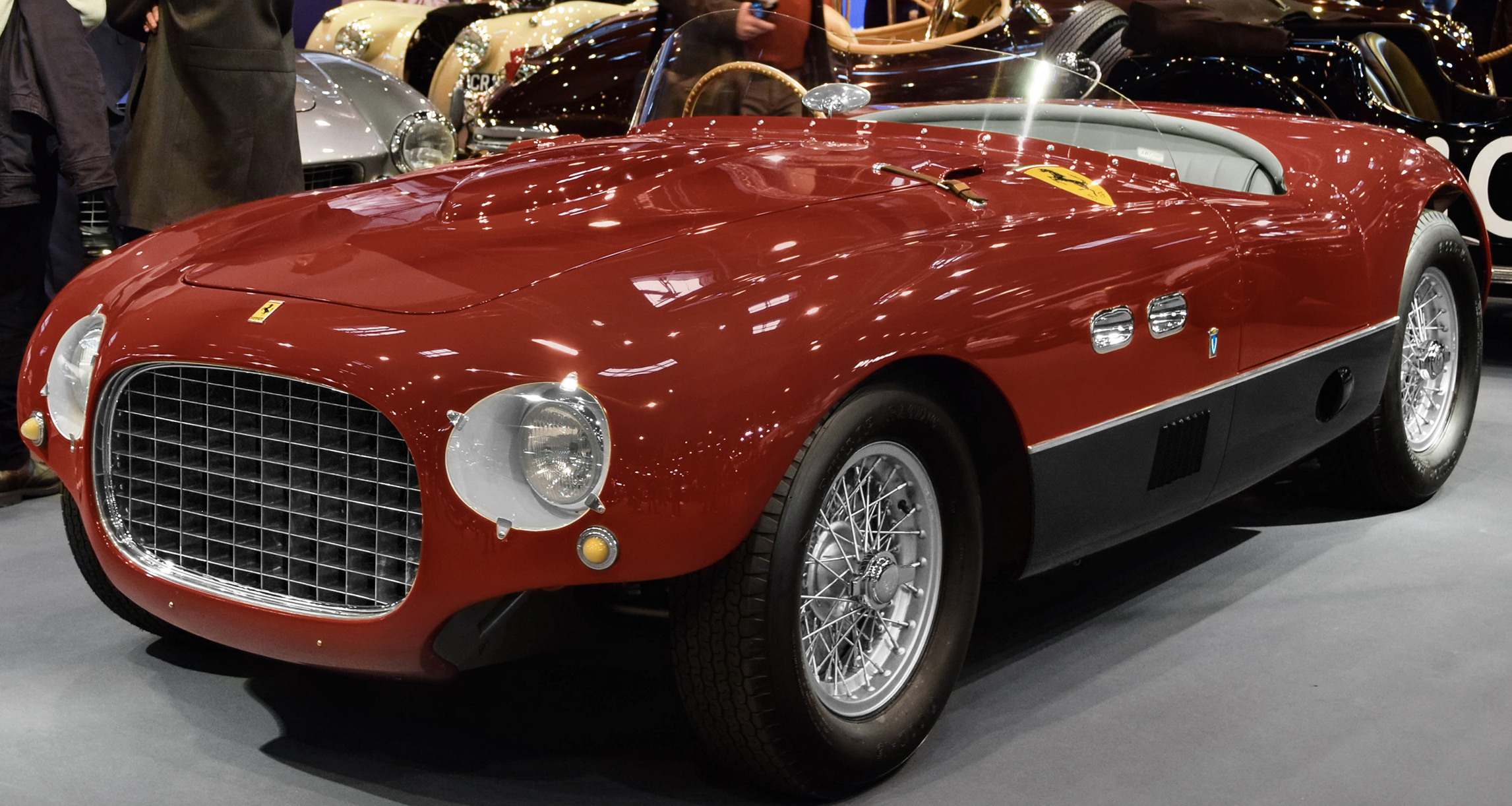
Ferrari 250 MM Spider

In seguito alla vittoria della 250 S alla Mille Miglia del 1952, la Ferrari presentò al Salone dell'automobile di Parigi dello stesso anno un telaio più convenzionale, rispetto a quello del modello “S”, su cui doveva essere costruita la nuova versione della 250. Il modello fu chiamato “250 MM” in onore alla vittoria nella celebre corsa e venne presentato completo al Salone dell'automobile di Ginevra del 1953. Ne furono preparate due versioni: una berlinetta opera di Pininfarina, e una spider disegnata da Giovanni Michelotti e prodotta da Vignale. Della prima ne vennero realizzati diciotto esemplari, della seconda tredici.
La 250 MM era in sostanza un aggiornamento della 250 S e i miglioramenti più importanti furono incentrati sul motore, sulle sospensioni e sul cambio. Nel complesso queste evoluzioni resero il modello più maneggevole rispetto alle vetture antenate.

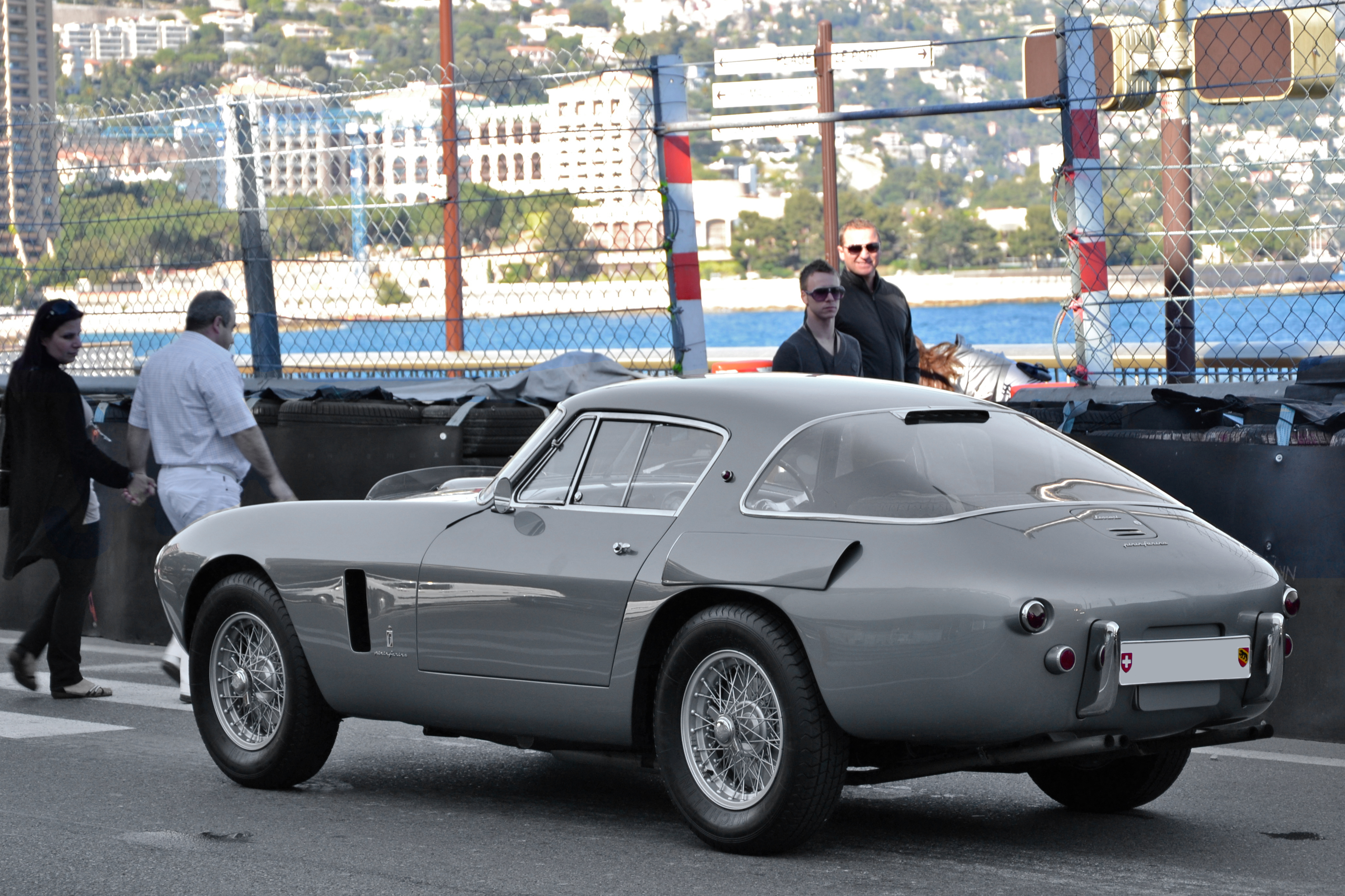
Posteriore della berlinetta

La versione più famosa fu la berlinetta di Pininfarina che lasciò, tra l'altro, anche un segno indelebile nel design automobilistico. Questa vettura era comunque allineata agli standard stilistici dell'epoca, ma possedeva dei segni distintivi che la caratterizzavano, come una piccola griglia montata sul frontale, una coda compatta e un grande lunotto panoramico. La versione di Vignale possedeva invece fari anteriori incassati e prese d’aria laterali che diventarono una costante nelle Ferrari degli anni cinquanta.
Il passo della 250 MM era più lungo rispetto a quello della 250 S, più precisamente 2400 mm contro 2250 mm. Il peso variava invece dai 900 kg della berlinetta agli 850 kg della barchetta.
Il motore V12 da 240 CV e la trasmissione non ebbero però successo; il primo, dopo essere stato installato sulle vetture di serie, fu presto abbandonato, mentre la seconda non era molto affidabile. Il propulsore fu sostituito nel 1953 da un quattro cilindri in linea che venne montato sulla 625 TF e sulla 735 S.

## Le competizioni

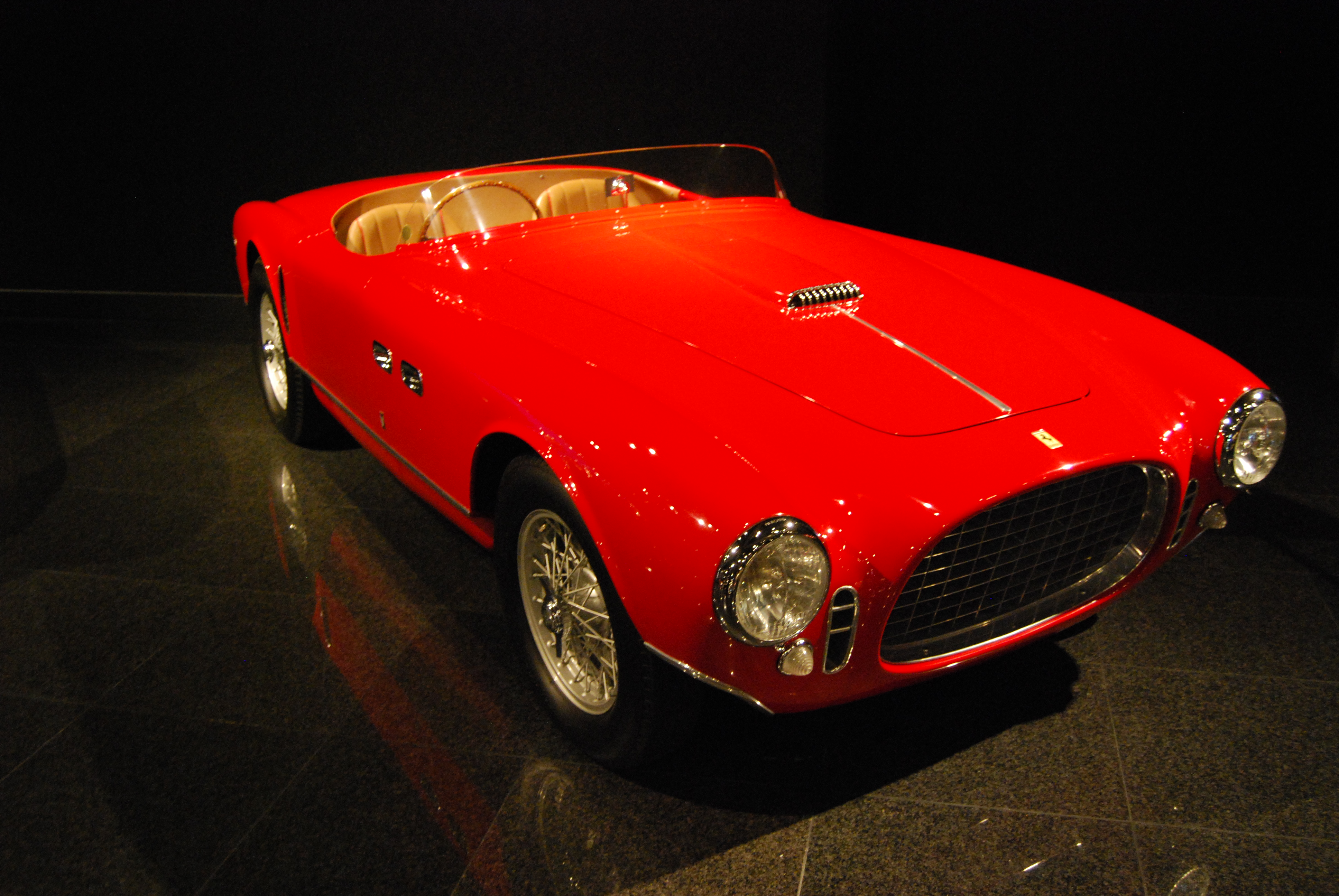
La Ferrari 250 MM di Phil Hill

La 250 MM debuttò nelle corse al Giro di Sicilia con il pilota privato Paolo Marzotto. Il modello conquistò poi diverse gare nazionali e internazionali con vari gentleman driver. Anche Phil Hill ne acquistò un esemplare spider (telaio n.0260MM), ora conservato al Blackhawk Automotive Museum di Danville, con il quale conquistò il Del Monte Trophy di Pebble Beach in California, nel 1953, davanti alla Ferrari 340 Mexico Vignale Spider di Bill Spear e alla favorita Allard J2-Cadillac di Bill Pollack..

## Caratteristiche tecniche
Il motore era un V12 a 60° non sovralimentato, anteriore e longitudinale. L'alesaggio e la corsa erano rispettivamente 73 mm e 58,8 mm, che portavano la cilindrata totale a 2953,21 cm³. Il rapporto di compressione era di 9:1. La testata e il monoblocco erano fabbricati in lega di alluminio. La potenza massima erogata dal propulsore era di 240 CV a 7200 giri al minuto.
La distribuzione era formata da un singolo albero a camme in testa che comandava due valvole per cilindro. L'alimentazione era assicurata da tre carburatori di marca Weber e modello 36 IF/4C. L'accensione era singola e il relativo impianto comprendeva due spinterogeni. La lubrificazione era a carter umido, mentre la frizione era multidisco.
Le sospensioni anteriori erano indipendenti ed erano costituite da dei quadrilateri trasversali oltre che da una balestra montata nella stessa maniera; le sospensioni posteriori erano formate invece da un ponte rigido e da balestre semiellittiche longitudinali. Entrambe avevano installato ammortizzatori idraulici tipo Houdaille. I freni erano a tamburo sulle quattro ruote, mentre la trasmissione era formata da un cambio manuale a quattro rapporti sincronizzati più la retromarcia. Lo sterzo era a vite senza fine e settore dentato. La trazione era posteriore.
Il telaio era tubolare in acciaio. La carrozzeria era berlinetta o spider a due posti ed era fabbricata in alluminio.
La velocità massima raggiunta dalla 250 MM era di 250 km/h.

## Telai particolari

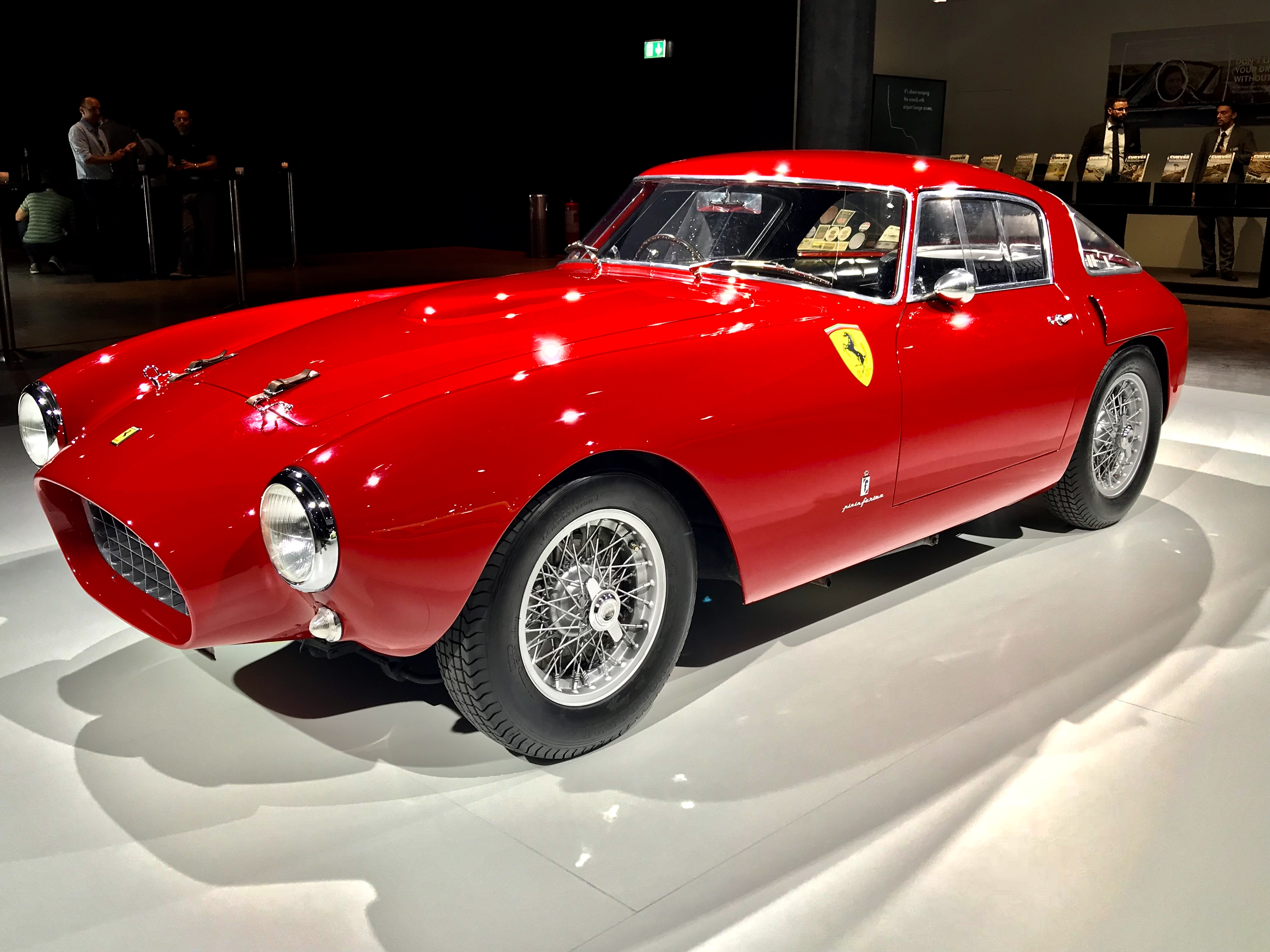
Ferrari 250 MM 0298MM

### 0298MM
Questo telaio realizzato dalla Pininfarina non ha mai partecipato ad alcuna competizione e presenta, rispetto agli altri, la punta leggermente più lunga, simile a quella impiegata dalla Ferrari sulle sue vetture da Formula 1 dell'epoca.

### 0354MM
Il telaio 0354MM è il penultimo prodotto della 250 MM e presenta la parte anteriore migliorata aerodinamicamente.